# Зграда Треће београдске гимназије
Зграда Треће београдске гимназије се налази у Улици Његошевој 15, подигнута 1906. године и представља непокретно културно добро као споменик културе од великог значаја.

## Историјат
Зграда Треће београдске гимназије, подигнута је према пројекту архитеката Душана Живановића и Драгутина Ђорђевића, односно према истом пројекту према којем је саграђена и гимназија у Ваљеву две године раније.
Зграда је подигнута у потпуности домаћим снагама и материјалом. Предузимачке радове водио је Васа Тешић. Архитектонску пластику, односно декоративне и штукатурске радове извео је тада познати ликорезац Фрања Валдман. У свечаној сали зидове је обрађивао Драгутин Инкиостри Медењак, а плафон је сликама украсио сликар Пашко Вучетић. 

## Архитектура
Зграда је архитектонски обликована у стилу академизма. Са јасно наглашеним класицистичким елементима доследно спроведеним у богатој спољној и унутрашњој пластичној декорацији, зграда спада у уметничка дела која репрезентују архитектуру Србије са почетка 20.века. 
Објекат има приземље и спрат. Конципиран је као слободна грађевина, повучена према улици, са основом у облику ћириличног слова „Ш“, која обухвата главни подужни тракт са наглашеним централним ризалитом и три попречна дворишна крила од којих је средње знатно краће. Обрада фасаде заснива се на строго спроведеној класичној симетрији. Средишњи ризалит главне фасаде јако је наглашен каријатидама на улазном порталу, удвојеним стубовима на спрату, богатом пластичном декорацијом прозорских отвора као и бронзаним попрсјима Доситеја Обрадовића, Вука Караџића и Јосифа Панчића, радовима познатог вајара Петра Убавкића.
Зграда Треће београдске гимназије представља најбољи, ретко сачувани примерак школске архитектуре свог времена, први модерни школски амбијент у Београду, који је превазишао дотадашње просторне услове наших школа. Целокупно архитектонско решење означило је прогресиван скок у осавремењивању школских потреба.
Као објекат који у себи инкорпорира историјске вредности развоја школства Београда, због својих архитектонско-урбанистичких вредности и као ауторско остварење значајних архитеката тог времена, Зграда Треће београдске гимназије проглашена за споменик културе 1964. године, а за културно добро од великог значаја 1979. године.